# Rocco Reitz
Rocco Reitz (Duisburg, 29 mei 2002) is een Duits voetballer die in onder contract staat bij Borussia Mönchengladbach.

## Clubcarrière
Reitz is een jeugdproduct van Borussia Mönchengladbach. Op 24 oktober 2020 maakte hij er zijn officiële debuut in het eerste elftal: in de competitiewedstrijd tegen 1.FSV Mainz 05 (2-3-winst) gaf trainer Marco Rose hem een basisplaats. In de 60e minuut werd hij bij een 2-1-achterstand gewisseld voor Jonas Hofmann. Op de 29e speeldag mocht hij tegen Eintracht Frankfurt in de slotfase invallen voor Denis Zakaria. Reitz speelde dat seizoen ook zes wedstrijden voor het tweede elftal van Borussia Mönchengladbach in de Regionalliga West.
In augustus 2021 leende Borussia Mönchengladbach hem voor een seizoen uit aan de Belgische eersteklasser Sint-Truidense VV. Reitz keerde in die zomer terug in Mönchengladbach, maar werd een halfjaar later weer voor een halfjaar verhuurd aan Sint-Truiden.
Op 1 februari 2024 verlengde Mönchengladbach het contract met Reitz tot en met 2028.

## Interlandcarrière
Reitz was in het verleden Duits jeugdinternational.
1 Omlin  ·
2 Chiarodia ·
3 Itakura ·
5 Friedrich ·
7 Stöger ·
8 Weigl ·
9 Honorat ·
10 Neuhaus ·
11 Kleindienst ·
13 Fukuda ·
14 Pléa ·
16 Sander ·
19 Ngoumou ·
20 Netz ·
21 Sippel ·
22 Lainer ·
25 Hack ·
26 Ullrich ·
27 Reitz ·
28 Ranos ·
29 Scally ·
30 Elvedi ·
31 Čvančara ·
33 Nicolas ·
38 Borges Sanches ·
41 Olschowsky ·
Coach: Seoane
· Assistent-coach: Neuville